# Barnabás Steinmetz
Barnabás Steinmetz (Budapeste, 6 de outubro de 1975) é um jogador de polo aquático húngaro, bicampeão olímpico.

## Carreira
Barnabás Steinmetz fez parte do elenco campeão olímpico de 2000, 2004.